# Football Club des Girondins de Bordeaux
Football Club des Girondins de Bordeaux, traduzido para o português, Futebol Clube dos Girondinos de Bordéus ou simplesmente Bordeaux, é um clube de futebol francês, da cidade de Bordeaux. Foi fundado em 1881 como um clube polidesportivo e atuou como equipa de futebol entre 1919 e 2024. Antes disso, o Bordeaux pertencia ao grupo de TV francês M6 desde 2001.
Les Girondins venceram a Ligue 1 em seis oportunidades, nas temporadas de 1949–50, 1983–84, 1984–85, 1986–87, 1998–99 e 2008–09, além de obterem três títulos de cada uma das outras principais competições nacionais: Copa da França, Copa da Liga Francesa e Supercopa da França.
O seu antigo estádio era o Stade Chaban Delmas (Antigo Parc Lescure), que abrigava 34.462 pessoas. O atual estádio do Bordeaux, Stade Matmut Atlantique, tem uma uma capacidade para 42.052 espectadores e teve participação na Eurocopa 2016.
O maior feito europeu do clube foi disputar a final da Copa da UEFA de 1995–96. Na temporada de 2008–2009, o Bordeaux ganhou três troféus, a Ligue 1, a Copa da Liga Francesa e a Supercopa da França.

Em julho de 2024, o Bordeaux declarou falência. Com isso acabou rebaixado para o  Nacional 2, a quarta divisão francesa.

## História
Em 1881, foi criada a Société de gymnastique et de tir des Girondins, clube de desporto como tiro desportivo, natação, esgrima, equitação e outros. Era presidido por André Chavois, tinha a sede na rua Sanche de Pomiers e ficou com essas actividades até 1910, quando, após pressão dos sócios do clube, foi integrado o futebol nas actividades.
Em 1919, o clube mudou a sua sede para a rua Henry IV e depois fundiu-se ao Argus Sport para reforçar todo o seu sector desportivo. Em 1920, disputou a sua primeira partida oficial de futebol.
Em 1933, a equipa profissionalizou-se, e entrou numa das divisões mais baixas da Liga Francesa. Em 1936, uniu-se ao rival regional, Bordeaux FC, formando o Girondins de Bordeaux Football Club. Depois, entrou na segunda divisão, equivalente hoje à Ligue 2, para disputar a temporada 1937–38.
Durante a Segunda Guerra Mundial, a agremiação manteve-se como em todas as outras parte do país, jogando apenas campeonatos regionais. Nesse período, o Bordéus fundiu-se ao Association Sportive du Port, formando o Girondins A.S.P. O novíssimo clube venceu a sua primeira Copa da França em 1941. Depois da guerra, o clube aumentou a qualidade do seu futebol e tal desempenho fê-lo subir à primeira divisão em 1948–49.
Em 1949–50, o clube conquistou o seu primeiro título nacional, quando ficou de Dezembro até ao fim do campeonato, em Maio, sem perder uma única partida. O treinador dessa equipa era André Gerard, que comandava jogadores como o holandês Johannes De Harder e o polonês Edouard Kargulevicz (Kargu).
Depois, o clube disputou a Taça Latina de 1950 e de 1951, enfrentando clubes como Lazio, Atlético de Madrid, Lille, Sporting e Milan, mas acabou por perder as duas edições com o Benfica na final.
Nos anos 1960, o clube contou com a presença de jogadores como Christian Montes, André Chorda, Didier Couécou e Jacques Simon e participou na sua primeira competição europeia, mas ainda assim teve um início de declínio no seu futebol, que durou inclusive até a metade da década de 1970.
Durante essa crise, conseguiu chegar à final da Taça de França em 1964, 1968 e 1969, mas perdeu em todas as ocasiões. Já na década de 1970, revelou atletas chamados para a selecção francesa como Jean Gallice, Philippe Bergeroo e Alain Giresse, mas não obteve sucesso imediato e, no ano de 1978, quase desceu à segunda divisão.

### Anos dourados
Nos anos 1980, viveu a sua época mais vitoriosa. Com a direcção de Aimé Jacquet, o ex-jogador teve a responsabilidade pela revelacção de jogadores como Raymond Domenech, Dominique Dropsy, François Bracci, Thierry Tusseau, Marius Trésor, José Touré e Jean Tigana, além dos irmãos croatas Zlatko e Zoran Vujovic. Todo esse investimento teve como resultado os títulos nacionais de 1983–84, 1984–85 e 1986–87, além das Taças de França de 1985–86 e 1986–87. No entanto, o clube vendeu os seus jogadores para fazer caixa e deixou de desempenhar um bom futebol.

### Rebaixamento e retorno à elite
Os girondinos caíram para a segunda divisão em 1990–91. Na temporada seguinte, o clube já estava de volta à elite do futebol francês. Contando com renomadíssimos jogadores como Bixente Lizarazu, Christopher Dugarry e Zinedine Zidane, classificou-se para a Taça Uefa de 1995–96, conseguindo chegar à final, que perdeu frente ao Bayern de Munique.
Depois, o alto nível foi mantido e o clube venceu o seu quinto título nacional em 1998–99. No ano 2001–02 o clube contou com o português Pedro Pauleta e o brasileiro Eduardo Costa e venceu a sua primeira Taça da Liga Francesa, conquistando em 2006–07 a segunda.
Já em 2008–09, o clube venceu três títulos, a Ligue 1, a Taça da Liga Francesa e a Supercopa da França, consolidando-se como uma das potências nacionais.

### Fim
Em 25 de julho de 2024, após uma série de problemas financeiros e rebaixamento para a terceira divisão francesa por punições administrativas, o Bordeaux anunciou que não irá renovar sua licença profissional, além de dispensar o elenco e fechar o centro de treinamento. Uma péssima gestão, levou a este afastamento a nível profissional.

### Volta das atividades
No dia 8 de agosto de 2024, o clube anunciou que voltou atrás na decisão com uma nota pela rede social "X" (@girondins), onde o clube diz o seguinte: 
"O FC Girondins de Bordeaux recorreu da decisão da comissão federal da DNCG (Direção Nacional do Controle de Gestão) de 2 de agosto de rebaixar o clube para Nacional 2. (equivalente a quarta divisão francesa)
O Clube considera que o sucesso da sua reestruturação, iniciada com a abertura do processo de recuperação judicial, passa necessariamente pelo seu regresso desportivo o mais rapidamente possível entre a elite do futebol francês. Decidiu assim fazer todos os possíveis para obter a sua permanência no Nacional 1 (equivalente a terceira divisão francesa), aproveitando o prazo de recurso concedido para reunir os elementos e documentos comprovativos da resposta aos pontos levantados pela comissão. 
Alguns pontos significativos continuam por finalizar, incluindo aqueles já levantados por comissões anteriores da DNCG, relativos ao estádio.". 
Já no dia 16 de agosto de 2024, o clube soltou outra nota na rede social "X", e falou:
"O Comité Nacional Olímpico e Desportivo francês reuniu-se hoje a pedido do FC Girondins de Bordeaux para tentar reformar a decisão do comité de recurso da DNCG de 12 de agosto. 
A sua proposta de conciliação destaca a seriedade dos argumentos apresentados pelo Clube em matéria orçamental, bem como o duplo efeito penalizador dos textos desportivos que sancionam a sua recuperação, apesar das claras disposições de ordem pública sobre o assunto. Porém, esta noite confirma a despromoção do Clube ao Campeonato Nacional 2.
Considerando ter chegado ao fim dos recursos possíveis e úteis para tentar obter a sua manutenção no Nacional 1, o FC Girondins de Bordeaux aposta agora na implementação acelerada do seu projeto desportivo para a época 2024/25 já iniciada. 
Este projeto desportivo passa necessariamente pela continuação dos jogos no Matmut ATLANTIQUE, sendo o FC Girondins de Bordeaux o seu clube residente. 
O FC Girondins de Bordeaux concentrará agora todos os seus esforços no sucesso da sua recuperação jurídica e da sua reconstrução, o que passa em primeiro lugar pelo seu regresso desportivo, passo essencial para o seu regresso gradual à elite, com uma situação financeira mais saudável que lhe permite reconectar-se com a sua ambição como clube importante do futebol francês."

## Ídolos, títulos e artilharia
O primeiro grande ídolo do clube foi o técnico André Gerard, que foi responsável pela chegada de jogadores como o holandês Johannes De Harder, o polonês "Kargu" Edouard Kargulevicz e Camille Libar, de Luxemburgo. Os três conquistaram o primeiro título nacional do Bordéus.
Depois dali, o clube contou com a presença de revelações como Christian Montes, André Chorda, Didier Couécou e Jacques Simon, que participaram na primeira competição europeia da história do clube. Posteriormente, mais seleccionáveis franceses: Jean Gallice, Philippe Bergeroo e Alain Giresse — este útlimo o maior artilheiro do clube, com 158 golos em 519 partidas.
Nos anos 1980, o ex-jogador Aimé Jacquet assumiu o comando técnico do clube e teve a responsabilidade pela revelação de jogadores como Raymond Domenech, Dominique Dropsy, François Bracci, Thierry Tusseau, Marius Trésor, José Touré e Jean Tigana, além dos irmãos croatas Zlatko e Zoran Vujovic. Estes jogadores conquistaram três títulos nacionais e duas Copas da França, além de levarem o clube até às semifinais da Liga dos Campeões da UEFA.
Após a rápida queda para a segunda divisão e ascensão na temporada imediata, jovens jogadores como Bixente Lizarazu, Christopher Dugarry e o grande craque Zinedine Zidane chegaram ao clube. Na temporada 1995–96, o clube foi à final da Taça UEFA, perdendo para o Bayern de Munique.
Nos anos 2000, o clube contou com o talento de Pauleta, avançado português que marcou 74 golos em 115 jogos. Depois dele, o Johann Micoud chegou ao clube e participou no título de 2007 da Copa da Liga Francesa.

## Recordes individuais
O Bordeaux é o time mais antigo da França e é um time tradicionalíssimo. Um dos cinco gigantes franceses.
O clube já foi bicampeão seguido do Campeonato Francês, conquistado na temporada 1983-84 e 1984-85. Além desse bicampeonato seguido, o Bordeaux conquistou outros quatro títulos franceses, nas temporadas 1949-50, 1986-87, 1998-99 e 2008-09.

## Recordistas de jogos
| #  | País     | Nome                      | Período              | Jogos |
| -- | -------- | ------------------------- | -------------------- | ----- |
| 1  | França   | Alain Giresse             | 1970–1986            | 587   |
| 2  | França   | Ulrich Ramé               | 1997–2011            | 525   |
| 3  | França   | Jean-Christophe Thouvenel | 1979–1991            | 490   |
| 4  | França   | Guy Calléja               | 1956–1969            | 441   |
| 5  | Alemanha | Gernot Rohr               | 1977–1989            | 430   |
| 6  | França   | René Gallice              | 1938–1939, 1945–1956 | 390   |
| 7  | França   | Marc Planus               | 2002–2015            | 381   |
| 8  | França   | Edouard Kargulewicz       | 1947–1958            | 341   |
| 9  | França   | Jean Tigana               | 1981–1989            | 326   |
| 10 | França   | Christophe Dugarry        | 1988–1996, 2000–2003 | 324   |

## Títulos
| #  | País      | Nome                         | Período              | Gols |
| -- | --------- | ---------------------------- | -------------------- | ---- |
| 1  | França    | Alain Giresse                | 1970–1986            | 182  |
| 2  | França    | Edouard Kargulewicz          | 1947–1958            | 151  |
| 3  | França    | Bernard Lacombe              | 1979–1987            | 138  |
| 4  | França    | Laurent Robuschi             | 1959–1967            | 130  |
| 5  | Brasil    | Ruiter                       | 1966–1970            | 123  |
| 6  | Portugal  | Pauleta                      | 2000–2003            | 91   |
| 7  | Níger     | Johannes Lambertus de Harder | 1949–1954            | 90   |
| 8  | França    | Didier Couécou               | 1963–1969, 1974–1976 | 89   |
| 9  | Marrocos  | Marouane Chamakh             | 2002–2010            | 76   |
| 10 | Argentina | Hector De Bourgoing          | 1964–1969            | 72   |

| CONTINENTAIS | CONTINENTAIS                    | CONTINENTAIS | CONTINENTAIS                                          |
|              | Competição                      | Títulos      | Temporadas                                            |
| ------------ | ------------------------------- | ------------ | ----------------------------------------------------- |
|              | Copa Intertoto da UEFA          | 1            | 1995                                                  |
| NACIONAIS    |                                 |              |                                                       |
|              | Competição                      | Títulos      | Temporadas                                            |
|              | Campeonato Francês              | 6            | 1949–50, 1983–84, 1984–85, 1986–87, 1998–99 e 2008–09 |
|              | Copa da França                  | 4            | 1940–41, 1985–86, 1986–87 e 2012–13                   |
|              | Supercopa da França             | 3            | 1986, 2008 e 2009                                     |
|              | Copa da Liga Francesa           | 3            | 2001–02, 2006–07 e 2008–09                            |
|              | Campeonato Francês — 2ª divisão | 1            | 1991–92                                               |
| França       | Copa Gambardella                | 2            | 1976 e 2013                                           |

Outras conquistas
- Copa dos Alpes: 1980
- Torneio de Paris: 2010

## Uniformes

### 1º Uniforme
| 2020–2021 | 2019–2020 | 2018–2019 | 2017–2018 | 2016–2017 | 2015–2016 | 2014–2015 | 2013–2014 | 2012–2013 | 2011–2012 |

| 2010–2011 | 2009–2010 | 2008–2009 | 2007–2008 |

### 2º Uniforme
| 2020–2021 | 2019–2020 | 2018–2019 | 2017–2018 | 2016–2017 | 2015–2016 | 2014–2015 | 2013–2014 | 2012–2013 | 2011–2012 |

| 2010–2011 | 2009–2010 | 2008–2009 | 2007–2008 |

### 3º Uniforme
| 2020–2021 | 2019–2020 | 2018–2019 | 2017–2018 | 2016–2017 | 2015–2016 | 2014–2015 | 2013–2014 | 2012–2013 | 2011–2012 |

| 2010–2011 | 2009–2010 | 2008–2009 |

### Outros Uniformes
| 4º Uniforme 2017–2018 | 4º Uniforme 2010–2011 |

## Jogadores notáveis
| França - William Ayache - Ibrahim Ba - Patrick Battiston - Philippe Bergeroo - Cédric Carrasso - Christophe Dugarry - Jean-Marc Ferreri - Jean Gallice - René Girard - Alain Giresse - Bernard Lacombe - Lilian Laslandes - Bixente Lizarazu - Johan Micoud - Stéphane Paille - Jean-Pierre Papin - Ulrich Rame - Alain Roche - Gérard Soler - Jean-Christophe Thouvenel - Jean Tigana - Marius Trésor - Philippe Vercruysse - Sylvain Wiltord - Zinédine Zidane - Jean-Claude Darcheville - Yoann Gourcuff - Gabriel Obertan - Yoan Gouffran | Argentina - Héctor de Bourgoing - Fernando Cavenaghi Argélia - Ali Benarbia Bélgica - Gilbert Bodart Brasil - Márcio Santos - Ricardinho - Wendel - Jussiê - Leonardo - Mariano - Sávio - Malcom - Ruiter - Joseph-Antoine Bell Colômbia - Edixon Perea Costa do Marfim - Cyril Domoraud República Tcheca - Jaroslav Plašil - Vladimír Šmicer Dinamarca - Jesper Olsen Marrocos - Brahim Zehhar - Marouane Chamakh | Alemanha - Klaus Allofs - Manfred Kaltz - Dieter Müller - Uwe Reinders Grécia - Michalis Kapsis Islândia - Arnór Guðjohnsen Montenegro - Niša Saveljić Países Baixos - Wim Kieft - Stanley Menzo - Kiki Musampa - Richard Witschge Paraguai - Leongino Unzaim Portugal - Fernando Chalana - Pauleta Rússia - Alexey Smertin Espanha - Salvador Artigas - Albert Celades - Albert Riera |

## Treinadores
Elie Baup foi o treinador do Bordéus por cinco anos, de 1998 até 2003. O ex jogador dos Girondinos Michel Pavon tornou-se treinador em Outubro de 2003, mas por problemas de saúde deixou o clube em 2005. O brasileiro Ricardo Gomes assumiu o comando em 2005 e permaneceu até 2007, quando Laurent Blanc, assumiu a equipa. conquistando, desde a sua chegada 1 Campeonato Francês, duas Taças da Liga e dois Trophée des champions.
| - Benito Díaz, 1937–1942 - Santiago Urtizberea, 1942–1943 - Eugen Stern, 1943 - Oscar Saggiero, 1943–1945 - Maurice Bunyan, 1945–1947 - André Gérard, 1947–1957 - Santiago Urtizberea, 1957 - Camille Libar, 1957–1960 - Salvador Artigas, 1960–1967 - Jean-Pierre Bakrim, 1967–1970 - Pierre Danzelle, 1970 - André Gérard, 1970–1972 - Pierre Phelipon, 1972–1974 - André Menaut, 1974–1976 - Christian Montes, 1976–1978 - Luis Carniglia, 1978–1979 - Raymond Goethals, 1979–1980 - Aimé Jacquet, 1980–1989 |  | - Didier Couécou, 1989 - Raymond Goethals, 1989–1990 - Gernot Rohr, 1990 - Gérard Gili, 1990–1991 - Gernot Rohr, 1991–1992 - Rolland Courbis, 1992–1994 - Toni, 1994–1995 - Eric Guérit, 1995 - Slavo Muslin, 1995–1996 - Gernot Rohr, 1996 - Rolland Courbis, 1996–1997 - Guy Stéphan, 1997 - Elie Baup, 1998–2003 - Michel Pavon, 2003–2005 - Ricardo Gomes, 2005–2007 - Laurent Blanc, 2007–2010 - Jean Tigana, 2010–2011 - Francis Gillot, 2011- |